# Valdragone
Valdragone è una curazia (frazione) del castello di Borgo Maggiore nella Repubblica di San Marino.

## Geografia fisica
Valdragone, posto ad un'altitudine di circa 466 metri sul livello del mare.

## Storia
Il nome compare per la prima volta in documenti storici nel 1253 mentre nel 1295 era una piccola gualdaria di 150 ettari. Dal 1932 al 1944 la curazia ha avuto una propria fermata sulla linea ferroviaria elettrica internazionale Rimini-San Marino. Oggi, quella stazione esiste ancora, ma è abitazione privata.

## Punti d'interesse
Da segnalare gli edifici religiosi della zona: la Chiesa di Santa Maria, il Santuario del Cuore Immacolato di Maria e il Monastero di Santa Chiara.